# ملام هودار
ملام هودار (به لاتین: Malem Hodar Department) یک منطقهٔ مسکونی در سنگال است که در ناحیه کافرین واقع شده‌است. ملام هودار ۹۴٬۶۶۲ نفر جمعیت دارد.